# Coelopisthia fumosipennis
Coelopisthia fumosipennis är en stekelart som beskrevs av Charles Joseph Gahan 1909. Coelopisthia fumosipennis ingår i släktet Coelopisthia och familjen puppglanssteklar. Inga underarter finns listade i Catalogue of Life.